# علیقلی میرزا اعتضادالسلطنه

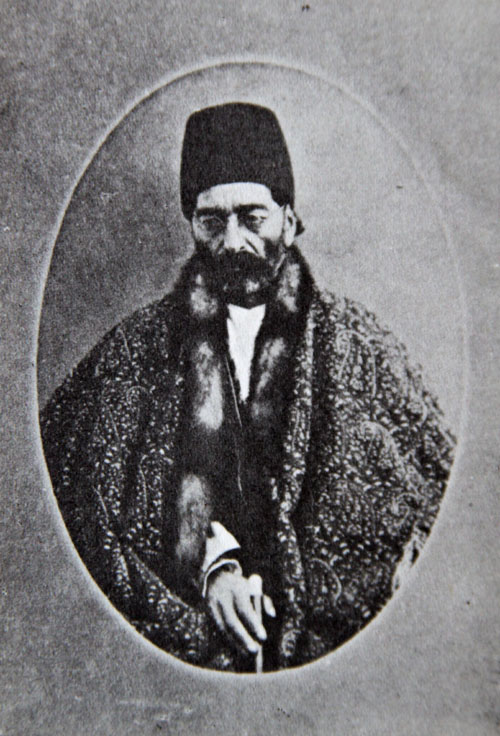
اعتضادالسلطنه

علیقلی میرزا اعتضاد السلطنه (۱۱۹۸–۱۲۵۹ خورشیدی) پسر پنجاه و چهارم فتحعلیشاه و عموی محمدشاه بود.
او از ابتدای جوانی وارد خدمات دولتی شد. وی مجذوب ایده‌های دوره روشنگری اروپا بود و در اشاعه آن‌ها در ایران کوشش فراوان کرد. در دوران درخشان دارالفنون اعتضادالسلطنه رئیس مدرسه بود و در ماندگاری و دوام مدرسه نقش کلیدی داشت. همزمان با ریاست مدرسه در سال 1860 وزارت علوم را تأسیس نمود و ۲۲ سال به عنوان اولین وزیر علوم ایران فعالیت کرد.
علاوه بر مسئولیت‌های او به عنوان رئیس دارالفنون و وزیر علوم، در بازه‌های زمانی مختلف وی عهده‌دار مسئولیت‌های دیگری چون خدمت در وزارت صنایع و بازرگانی، معدن، تلگراف، چاپخانه دولتی و فرمانداری ملایر و تویسرکان نیز بوده‌است.
اعتضادالسلطنه کتاب‌های متعددی در زمینه‌های مختلف از تاریخ تا نجوم تألیف نمود، مهم‌ترین تألیف علمی او برداشتی از تئوری‌های نیوتون به زبان فارسی است. او کتابخانه و سالن مطالعه‌ای برای مدرسه سپهدار تأسیس نمود و کتابخانه شخصی خود را در سال ۱۲۴۲ به دارالفنون اهدا نمود. او همچنین مسئول احداث اولین خط تلگراف بین تهران تا زنجان و زنجان تا تبریز بود.
اعتضاد السلطنه عضو گروه ایرانی-فرانسوی‌ای بود که کتاب گفتار در روش دکارت را به فارسی ترجمه کرد، این کتاب در سال ۱۲۴۱ با پشتیبانی وزارت علوم چاپ شد. مترجمان علاوه بر مقدمه، بخشی نیز به کتاب افزودند که تئوری‌های علمی مهم اروپایی به خصوص قوانین نیوتون را به صورت خلاصه شرح می‌داد. او همچنین ناظر روزنامهٔ ملتی، روزنامهٔ ایالتی ایران و روزنامهٔ علمی دولتی ایران بود.
همچنین او نویسنده کتاب فلک السعاده بود. او رسمیت اعتقاد به سعد و نحس از طریق نجوم را لغو کرد و گام بزرگی در مبارزه با خرافات برداشت.